# Ormosia excelsa
Ormosia excelsa är en ärtväxtart som beskrevs av George Bentham. Ormosia excelsa ingår i släktet Ormosia och familjen ärtväxter. Inga underarter finns listade i Catalogue of Life.